# Trilaurin
Trilaurin ist ein Triglycerid, das aus einem Molekül Glycerin, verestert mit drei Molekülen Laurinsäure besteht.

## Vorkommen
Das Samenöl von Actinodaphne hookeri besteht fast ausschließlich aus Trilaurin. Es kommt außerdem zu etwa 20 % im Palmkernöl vor, ist eine wichtige Komponente des Kokosöls und ist auch im Fett der Larven von Hermetia illucens enthalten.

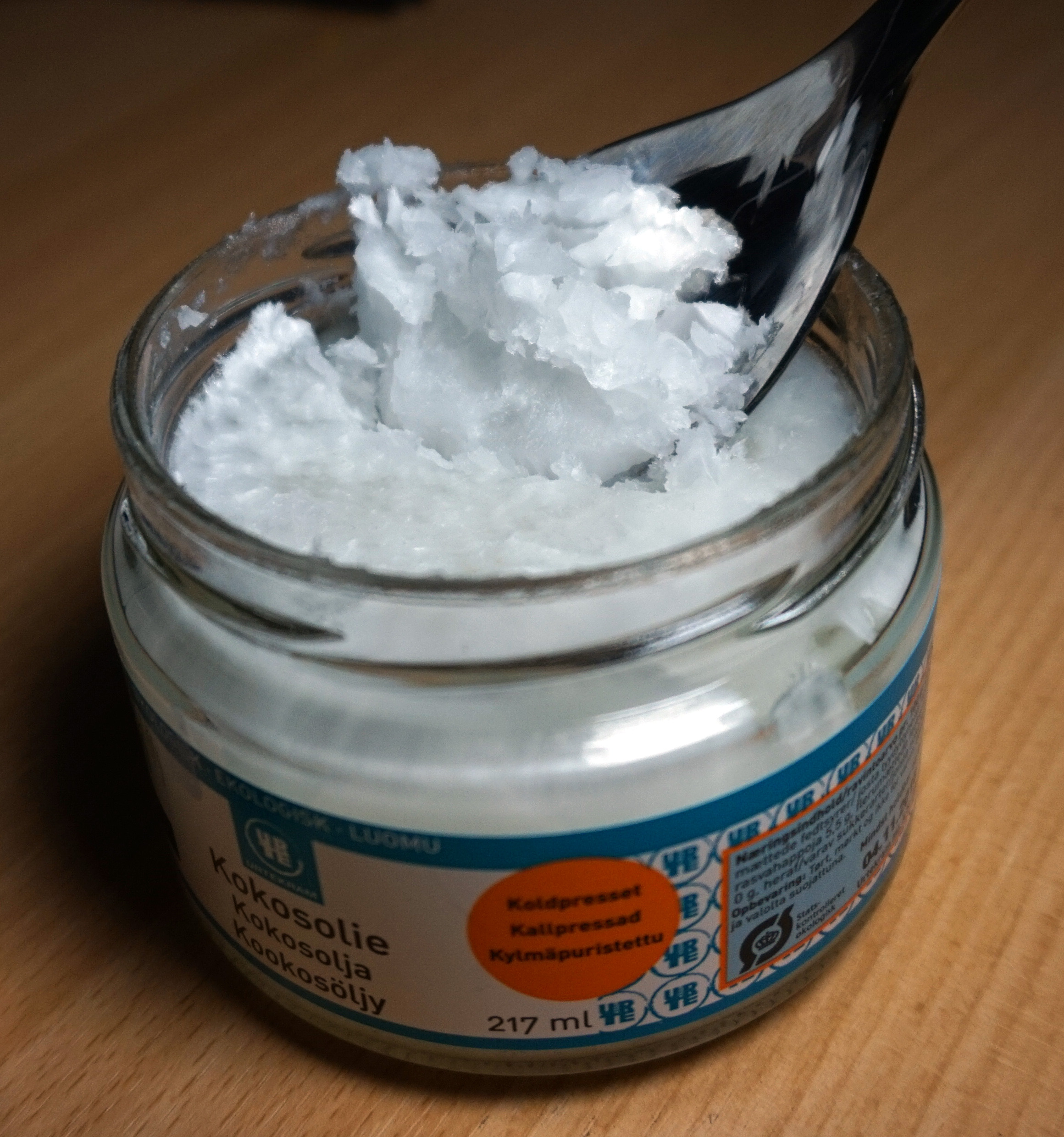
Kokosfett
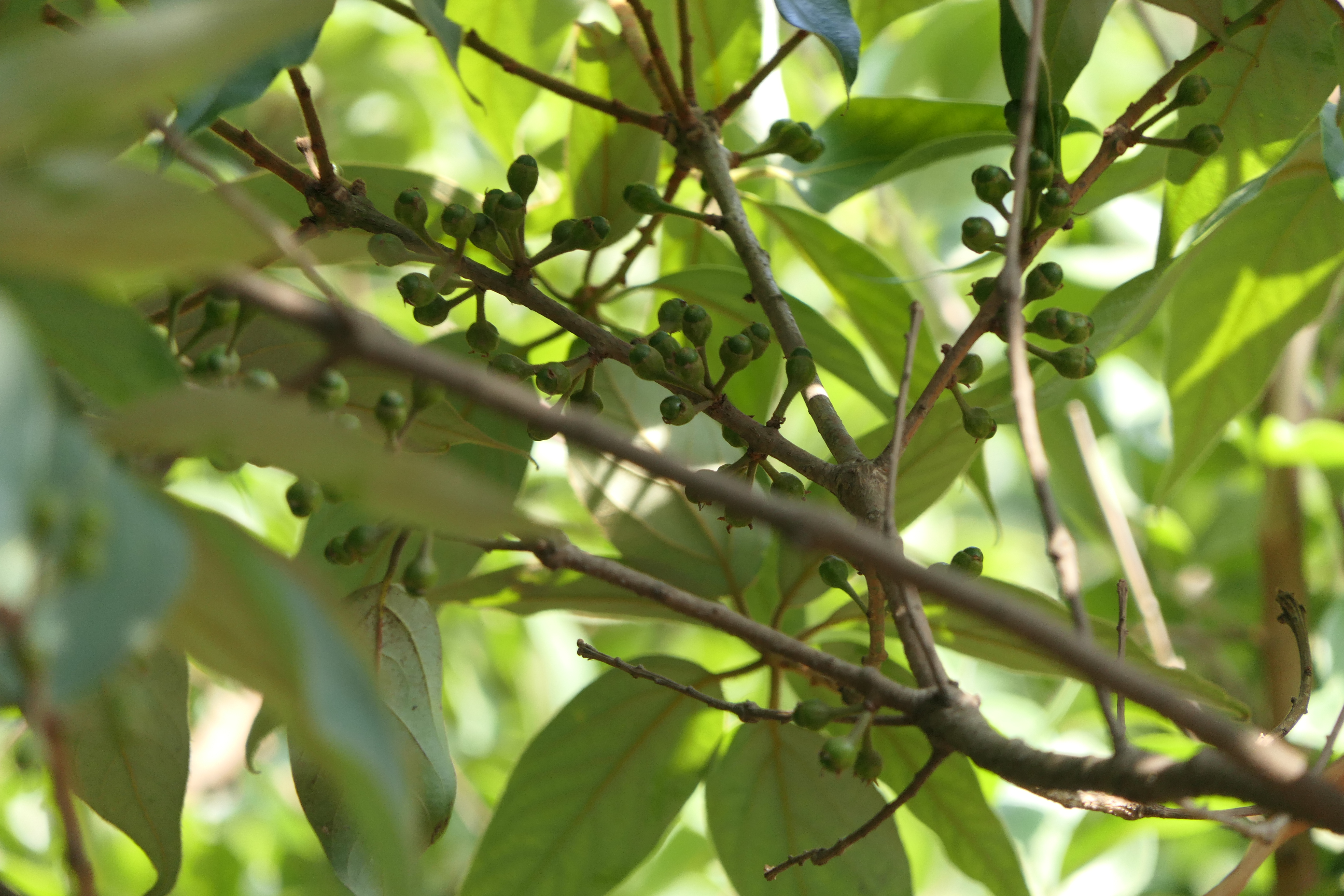
Actinodaphne hookeri
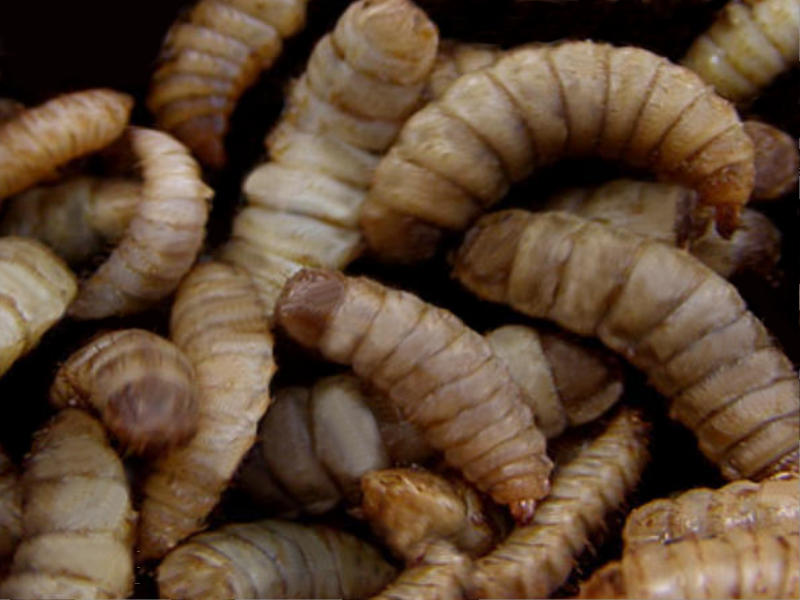
Larven von Hermetia illucens

## Darstellung
Trilaurin kann durch Veresterung von Laurinsäure mit Glycerin bei 180 °C mit para-Toluolsulfonsäure als Katalysator gewonnen werden.

## Eigenschaften
Trilaurin kristallisiert im triklinen Kristallsystem mit den Gitterparametern a = 12,31 Å; b = 5,40 Å, c = 31,77 Å, α = 94,27°, β = 96,87° und γ = 99,2° sowie zwei Formeleinheiten pro Elementarzelle.
In einer Studie an Ratten, die größeren Mengen Trilaurin gefüttert wurden, wurde verstärkt Laurinsäure in Körperfett eingebaut.